# Agnoètes

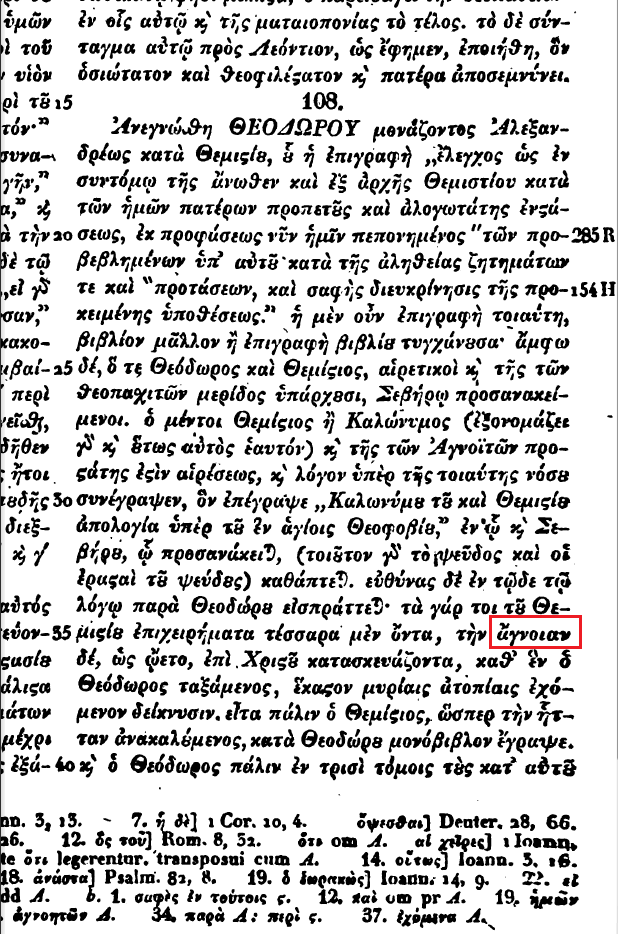
Le Codex 108 de la "Bibliotheca" de Photius, traitant de Thémistius, un chef de l'hérésie des Agnoètes.

Agnoètes (du grec Άγνοηταί, mot dérivé du verbe άγνοέω, « ignorer ») est le nom donné à différents courants du christianisme qui contestent de telle ou telle façon l'omniscience, soit de Dieu le Père, soit de Jésus-Christ (comme Fils distinct du Père, ou pendant sa vie terrestre).
Le premier cas est représenté notamment par Théophronios de Cappadoce, un disciple de l'arien Eunome de Cyzique dont le floruit se situe vers 370 (Sozomène, Hist. eccl., V, 24 ; VII, 17) : selon ce Théophronios, s'il est vrai que Dieu connaît le passé, le présent et l'avenir, il ne les connaît pas de la même manière et au même degré, et sa connaissance du passé est susceptible de changement. Théophronios fut excommunié par Eunome.
Mais le mot « Agnoètes » a surtout été utilisé dans le deuxième cas. Il est écrit en Marc, 13:32, à propos du Jugement Dernier : « Pour ce qui est du jour ou de l'heure, personne ne le sait, ni les Anges dans le ciel, ni le Fils, mais le Père seul ». D'autre part, on lit en Luc, 2:52 : « Et Jésus progressait en sagesse, en âge et en grâce, devant Dieu et devant les hommes ». D'une façon générale, Jésus interroge plusieurs fois son entourage pour obtenir des informations qu'il ne semble pas avoir (cf Jean, 11:34, dans l'épisode de la résurrection de Lazare : « Et il dit : "Où l'avez-vous mis?" ; "Seigneur, lui répondirent-ils, viens et vois" »).
L'insistance sur les limites de la nature humaine en Jésus-Christ est en principe caractéristique du nestorianisme, et d'autre part de l'adoptianisme. Mais un courant d'« Agnoètes » apparut paradoxalement au VIe siècle parmi les monophysites, fondé par le diacre Thémistios d'Alexandrie, disciple de Sévère d'Antioche, peu après la mort de ce dernier : il enseignait que l'âme humaine du Christ, mais non sa divinité, était comme la nôtre en toutes choses, y compris dans la limitation de la connaissance (Pseudo-Léonce de Byzance, De sectis, X, 3). Cette doctrine fut combattue par l'Église copte, notamment par le patriarche Damien d'Alexandrie.
Les tenants du concile de Chalcédoine, admettant la distinction en Jésus-Christ d'une nature divine parfaite et d'une nature humaine imparfaite, n'en rejetèrent pas moins la position des Agnoètes, qui furent réfutés et anathématisés par les patriarches Euloge Ier d'Alexandrie (dans un traité qui fait l'objet du codex 230 de la Bibliothèque de Photius) et Sophrone de Jérusalem. Le pape Grégoire Ier les condamna aussi en se fondant sur le traité du patriarche Euloge. La doctrine catholique et orthodoxe sur les passages des Évangiles cités plus haut est que Jésus paraît délibérément ignorant, pour l'accomplissement de son dessein (κατ'οίκονομίαν).